# Lord Jim
Lord Jim er en roman skrevet af Joseph Conrad. Romanen udkom første gang i 1900. Jim er styrmand på dampskibet Patna, der støder på et skær i det Indiske Ocean med 800 pilgrimme om bord. Officerer og mandskab flygter og efterlader pilgrimmene om bord på Patna, som imidlertid ikke synker. Under søforhøret bliver det klart, at et øjebliks panikhandling har bragt Jim i en skæbnesvanger konflikt med sin samvittighed, som han bruger sit liv på at klare.